# 由田慎太郎
由田 慎太郎（よしだ しんたろう、1981年7月20日 - ）は、石川県金沢市出身の元プロ野球選手（外野手）、スカウト、野球指導者。左投左打。オリックスがブルーウェーブとして最後にドラフト指名した選手でもあった。
2025年現在はオリックス・バファローズの二軍外野守備走塁コーチを務める。

## 経歴

### プロ入り前
小学生時は金沢市東部地区にある「金沢城東メッツ」の第17期生としてプレー。桐蔭学園高等学校では3年時に4番・一塁手として一学年後輩の普久原淳一らと共に第81回全国高等学校野球選手権大会に出場。しかし、準々決勝で正田樹を擁する桐生第一高校に敗れ、ベスト8止まりに終わった。
卒業後は早稲田大学に進学し、鳥谷敬・青木宣親・比嘉寿光らと同期となる。比嘉とともに1年の春からレギュラーを獲得し、4年時の東京六大学野球春季リーグ戦で首位打者、ベストナインを獲得、秋季リーグ戦では打点王、ベストナインを獲得した。好機に強い打撃でたびたびチームを救い、リーグ4連覇に貢献した。リーグ通算80試合出場、272打数80安打、打率.294、4本塁打、50打点。2003年度ドラフト8巡目でオリックス・ブルーウェーブに指名を受けた。もし指名漏れしていたら、由田も就職浪人をするつもりだったという。

### プロ入り後
2004年末の分配ドラフトを経て2005年からはオリックス・バファローズと契約している。2007年はチームに名字の読みが同じ吉田修司がいたため、打順が回ってきたときは「よしだ しんたろう」とフルネームでコールされていた。オープン戦では、マーク・クルーンから本塁打を放つなど3割を超える好調な活躍ぶりが認められ開幕1軍入りを果たし、5月17日にはプロ入り初本塁打も放つなどブレイクを予感させたが、思うような結果が残せず結局22試合出場に終わった。
2008年は坂口智隆、下山真二が台頭したことで出番が減少、わずか1安打を放つのみの結果となる。
2009年は、更に激化した外野のレギュラー争いに割って入ることが出来ず二軍でくすぶっていたが、怪我人続出のチーム状況により8月27日に一軍昇格、スタメン起用もされたが打撃面では打率.182と振るわなかった。しかし、守りでは8月29日の西武戦で同点で迎えた9回表に勝ち越しの走者を刺すバックホームを見せ、その後のチームのサヨナラ勝ちに繋げた。
2010年は、主に代走・代打で17試合出場するも打率.067のわずか1安打を放つのみに終わった。
2011年はシーズン前半は一・二軍を行き来していたが、8月下旬に3度目の昇格を果たすと8月31日の対ソフトバンク戦では4年ぶりの本塁打を放つなどの活躍を見せ、9月は9番・右翼手でスタメン出場する機会を得た。後半は調子を落とし二軍降格となったが、自己最多となる32試合に出場して前年までの通算11安打を上回る16安打を放ち、ほぼ全ての面でキャリアハイとなる成績を残した。
2012年は二軍では7月13日のウエスタンリーグ・対中日戦で、浅尾拓也からシーズン唯一となる本塁打を放ったが一軍では20試合の出場に留まり、打率.152に終わった。2012年11月1日付けで戦力外通告を受けた。

### 現役引退後
同年12月28日にオリックス・バファローズのスカウトに就任する事が発表された。主に東海・北陸地方と東京・神奈川を担当し、澤田圭佑、本田仁海、山﨑颯一郎などの獲得に携わる。
2019年10月15日に球団から2020年シーズンより二軍の外野守備・走塁コーチに就任することが発表された。8年ぶりの現場復帰となる。2021年からは育成コーチに配置転換された。2025年からは二軍外野守備・走塁コーチに配置転換された。

## 選手としての特徴
走・攻・守3拍子揃った好選手として、潜在能力を早稲田大学の先輩である中村勝広に見初められていた。
二軍では毎年2割8分前後の打率を残し、外野守備もうまく安定した成績を残していた。だが、左投げのため守備位置が限定されることや長打力があるわけでも飛びぬけて俊足というわけでもなく、これといった特徴に欠けるタイプのため一軍に定着できなかった。

## 人物
大学時代に膝が悪かったため当初はプロ入りは考えておらず、一般の学生同様就職活動を行い就職試験を少なくとも二社（「週刊ベースボール」誌上での由田の談話。）受験した。しかし不合格となったことで一転プロ入りを検討、ドラフト指名されなければ再び一般人として求職活動することにしていた。実際に指名したオリックスは興味を示していたものの、指名を確約するほどでもなかった。ドラフト当日、鳥谷、比嘉、青木が指名されていく中、8巡目でようやく指名され涙ぐんでいるのがニュースで報道された。
早稲田大学第一文学部日本史学専修を卒業したが、同専修初のプロ野球選手ということで専修別に行なわれる卒業証書授与式では先生から一言求められ、「夢を諦めずに追い続ければいつかは叶う」と述べている。
現役時代の応援歌は、元々オリックス・ブルーウェーブの汎用テーマであった曲が使用されていた。

## 詳細情報

### 年度別打撃成績
| 年 度     | 球 団      | 試 合 | 打 席 | 打 数 | 得 点 | 安 打 | 二 塁 打 | 三 塁 打 | 本 塁 打 | 塁 打 | 打 点 | 盗 塁 | 盗 塁 死 | 犠 打 | 犠 飛 | 四 球 | 敬 遠 | 死 球 | 三 振 | 併 殺 打 | 打 率 | 出 塁 率 | 長 打 率 | O P S |
| --------- | ---------- | ----- | ----- | ----- | ----- | ----- | -------- | -------- | -------- | ----- | ----- | ----- | -------- | ----- | ----- | ----- | ----- | ----- | ----- | -------- | ----- | -------- | -------- | ----- |
| 2006      | オリックス | 12    | 15    | 13    | 1     | 2     | 0        | 0        | 0        | 2     | 1     | 1     | 0        | 1     | 0     | 1     | 0     | 0     | 4     | 0        | .154  | .214     | .154     | .368  |
| 2007      | オリックス | 22    | 27    | 21    | 4     | 5     | 0        | 0        | 1        | 8     | 3     | 0     | 0        | 2     | 0     | 4     | 0     | 0     | 5     | 0        | .238  | .360     | .381     | .741  |
| 2008      | オリックス | 7     | 10    | 10    | 1     | 1     | 0        | 0        | 0        | 1     | 0     | 0     | 0        | 0     | 0     | 0     | 0     | 0     | 6     | 0        | .100  | .100     | .100     | .200  |
| 2009      | オリックス | 12    | 11    | 11    | 0     | 2     | 0        | 0        | 0        | 2     | 1     | 0     | 0        | 0     | 0     | 0     | 0     | 0     | 0     | 0        | .182  | .182     | .182     | .364  |
| 2010      | オリックス | 17    | 15    | 15    | 1     | 1     | 1        | 0        | 0        | 2     | 0     | 0     | 0        | 0     | 0     | 0     | 0     | 0     | 4     | 0        | .067  | .067     | .133     | .200  |
| 2011      | オリックス | 32    | 92    | 78    | 8     | 16    | 3        | 0        | 1        | 22    | 4     | 1     | 0        | 5     | 1     | 7     | 0     | 1     | 12    | 1        | .205  | .276     | .282     | .558  |
| 2012      | オリックス | 20    | 36    | 33    | 2     | 5     | 1        | 0        | 0        | 6     | 1     | 0     | 0        | 1     | 1     | 1     | 0     | 0     | 3     | 0        | .152  | .171     | .182     | .353  |
| 通算：7年 | 通算：7年  | 122   | 206   | 181   | 17    | 32    | 5        | 0        | 2        | 43    | 10    | 2     | 0        | 9     | 2     | 13    | 0     | 1     | 34    | 1        | .177  | .234     | .238     | .471  |

### 年度別守備成績
| 年 度 | 球 団      | 一塁  | 一塁  | 一塁  | 一塁  | 一塁  | 一塁     | 外野  | 外野  | 外野  | 外野  | 外野  | 外野     |
| 年 度 | 球 団      | 試 合 | 刺 殺 | 補 殺 | 失 策 | 併 殺 | 守 備 率 | 試 合 | 刺 殺 | 補 殺 | 失 策 | 併 殺 | 守 備 率 |
| ----- | ---------- | ----- | ----- | ----- | ----- | ----- | -------- | ----- | ----- | ----- | ----- | ----- | -------- |
| 2006  | オリックス | -     | -     | -     | -     | -     | -        | 9     | 5     | 0     | 0     | 0     | 1.000    |
| 2007  | オリックス | -     | -     | -     | -     | -     | -        | 13    | 4     | 0     | 0     | 0     | 1.000    |
| 2008  | オリックス | -     | -     | -     | -     | -     | -        | 4     | 2     | 0     | 0     | 0     | 1.000    |
| 2009  | オリックス | -     | -     | -     | -     | -     | -        | 10    | 11    | 1     | 0     | 0     | 1.000    |
| 2010  | オリックス | -     | -     | -     | -     | -     | -        | 11    | 7     | 0     | 0     | 0     | 1.000    |
| 2011  | オリックス | -     | -     | -     | -     | -     | -        | 30    | 48    | 0     | 1     | 0     | .980     |
| 2012  | オリックス | 1     | 2     | 0     | 0     | 0     | 1.000    | 20    | 23    | 0     | 1     | 0     | .958     |
| 通算  | 通算       | 1     | 2     | 0     | 0     | 0     | 1.000    | 97    | 100   | 1     | 2     | 0     | .981     |

### 記録
初記録
- 初出場：2006年7月25日、対西武ライオンズ11回戦（インボイスSEIBUドーム）、9回表に下山真二の代打で出場
- 初打席・初安打・初打点：同上、9回表に正津英志から右前適時打
- 初先発出場：2006年7月28日、対千葉ロッテマリーンズ11回戦（スカイマークスタジアム）、1番・右翼手で出場
- 初盗塁：同上、5回裏に二盗（投手：渡辺俊介、捕手：里崎智也）
- 初本塁打：2007年5月17日、対福岡ソフトバンクホークス11回戦（福岡Yahoo! JAPANドーム）、9回表に山村路直から右越3ラン

### 背番号
- 47（2004年）
- 66（2005年 - 2012年）
- 86（2020年 -  ）